# Saou
Saou is een gemeente in het Franse departement Drôme (regio Auvergne-Rhône-Alpes) en telt 409 inwoners (1999). De plaats maakt deel uit van het arrondissement Die.

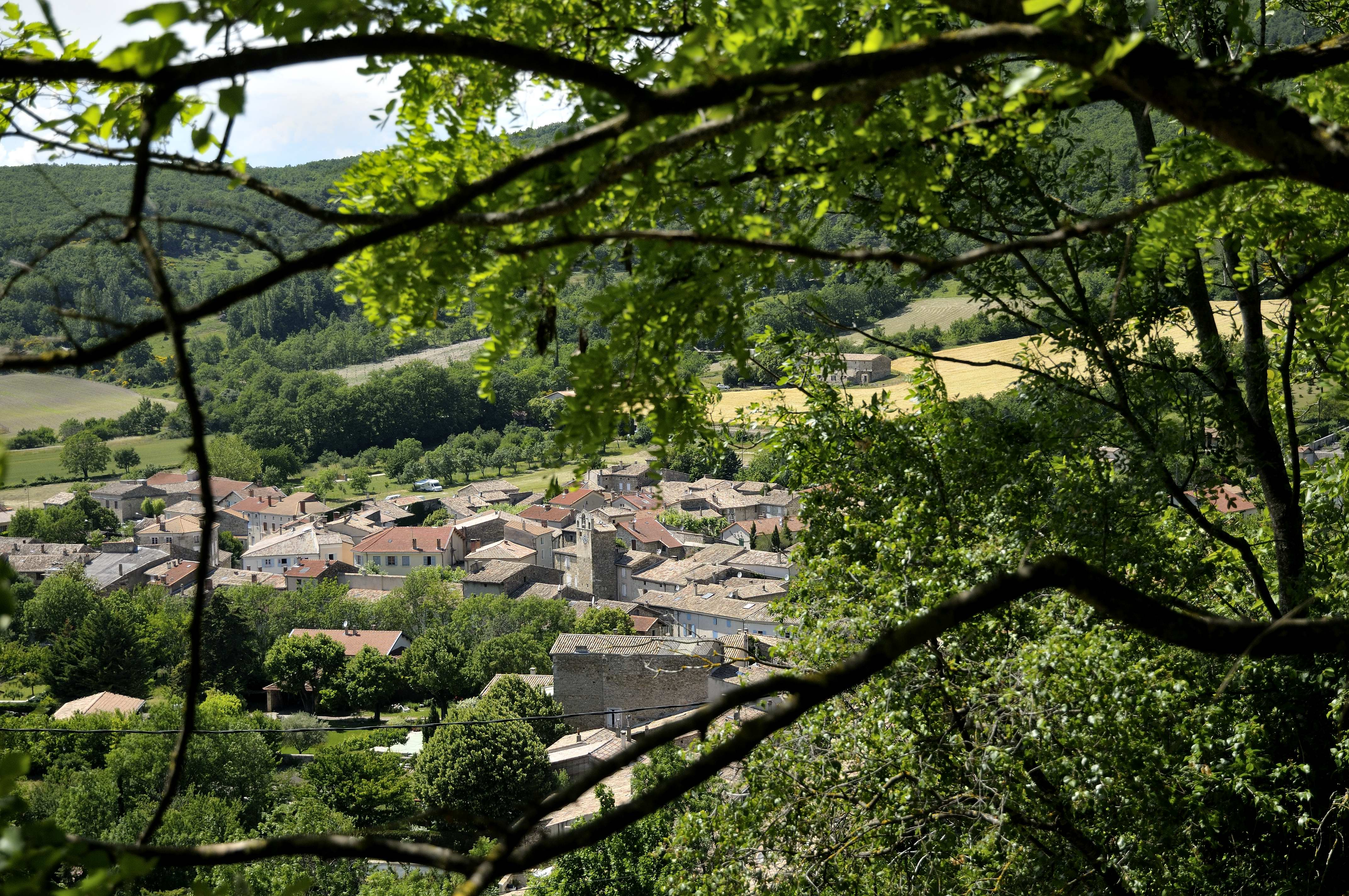

## Geografie
De oppervlakte van Saou bedraagt 42,0 km², de bevolkingsdichtheid is 9,7 inwoners per km².

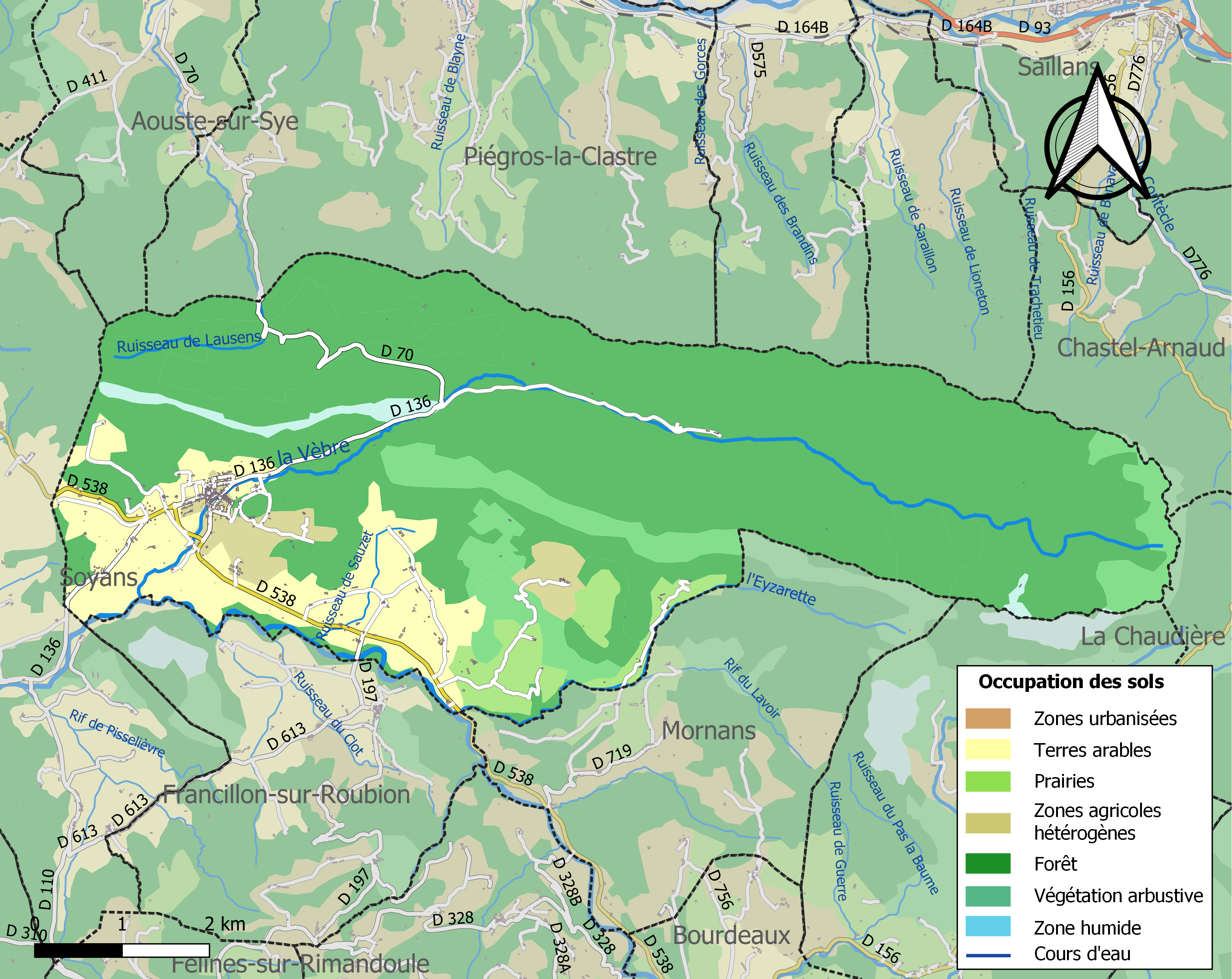
Kaart van de gemeente met belangrijkste infrastructuur, bodemgebruik en omliggende gemeenten

## Demografie
Onderstaande figuur toont het verloop van het inwonertal (bron: INSEE-tellingen).